# Национален отбор по баскетбол на Русия
Националният отбор по баскетбол на Русия представя страната на международни турнири. Конторлира се от руската баскетболна федерация.

## История
Първият голям форум, на който играе отборът, е Евробаскет 1993, където достига финала под ръководството на Юрий Селихов. „Сборная“ обаче губи от Германия със 70:71. След края на турнира отбора поема легендарният баскетболист на ПБК ЦСКА Москва и СССР Сергей Белов. През 1994 г. Русия достига финала на световното първенство, където „Сборная“ е разгромена от звездния тим на САЩ с 91:137. Лидер на тима по това време е опитният Сергей Базаревич, а в националния тим се развиват младите Сергей Панов, Андрей Фетисов, Михаил Михайлов, Дмитрий Домани. Перспективният състав обаче се представя слабо на Евробаскет 1995, като достига едва до седмото място. През 1997 г. Русия взима бронзовите медали от европейския шампионат.
През 1998 г. Русия за втори път играе финал на световно първенство, а в тима личат имената на ветерана Валерий Тихоненко и центъра Никита Моргунов. Шампионатът е спечелен от Югославия, а Василий Карасьов попада в идеалния отбор на турнира. На Евробаскет 1999 обаче Русия достига едва 1/4-финал, след което Белов напуска поста си и е сменен от Станислав Ерьомин.
През 2000 г. „Сборная“ деюбитира на Олимпийски игри, но без голям успех – едва 8 място. На Евробаскет 2001 тимът завършва пети, а впечатление правят Алексей Саврасенко, Сергей Чикалкин и подписалият с Юта Джаз в НБА Андрей Кириленко. След като на Световното първенство през 2002 г. Русия завършва на десета позиция, а под ръководството на Сергей Елевич и Сергей Бабков тимът не достига особени успехи.
На 9 март 2006 г. за треньор на тима е назначен Дейвид Блат. Под негово ръководство през 2007 г. „Сборная“ печели първата си титла на голям форум – Европейско първенство. Русия побеждава на финала домакините Испания с 60:59. Герой става натурализираният гард Джон Роберт Холдън, който вкарва победния кош. Капитанът Андрей Кириленко става MVP на първенството.
На Олимпиадата в Пекин през 2008 г. отборът претърпява пълен провал, след като записва само една победа в групата и не излиза от нея. На Евробаскет 2009 Русия заминава с отслабен състав, тъй като Кириленко и Холдън отказват да играят на шампионата, а Виктор Хряпа се контузва. Отборът достига до 1/4 финал, където губи от Сърбия. На Мондиал 2010 отборът участва с уайлд кард и отново достига 1/4 финал. На Евробаскет 2011 в отбора се връща Андрей Кириленко. Русия успява да достигне 1/2 финал, където губи от Франция. В мача за третото място побеждава Македония.
През 2012 г. Русия взима първия си олимпийски медал в баскетбола – бронз. В състава са НБА звездите Андрей Кириленко и Тимофей Мозгов, както и опитните Виктор Хряпа и Сергей Моня и перспективният Алексей Швед. Кириленко попада и в идеалния тим на олимпийския турнир. През октомври 2012 г. Блат напуска поста си.
На мястото на Блат е назначен гръцкият специалист Фоцис Кацикарис. Няколко дни преди началото на Евробаскет 2013 обаче Кацикарис напуска поста си и на пожар отбора поема Василий Карасьов. Русия записва само 1 победа на турнира и заема последното място в общото класиране. При Евгений Пашутин на Евробаскет 2015 нещата също не се подобряват – 17-та позиция, в резултат на което Русия пропуска олимпийския турнир в Рио де Жанейро през 2016 г.
От 2016 г. треньор на тима е Сергей Базаревич. На Евробаскет 2017 Русия заема четвъртото място и за първи път от 9 години се класира на световно първенство. На шампионата през 2019 г. обаче Сборная се класира едва 12-та.

## Състав
| №        |         | Играч                | Позиция          | Години  | Ръст    |
| Гардове  | Гардове | Гардове              | Гардове          | Гардове | Гардове |
| -------- | ------- | -------------------- | ---------------- | ------- | ------- |
| 12       |         | Сергей Моня(капитан) | Плеймейкър/Крило | 29 г.   | 205 см. |
| 6        |         | Сергей Карасьов      | Гард             | 18 г.   | 200 см. |
| 4        |         | Алексей Швед         | Гард             | 23 г.   | 198 см. |
| 14       |         | Антон Понкрашов      | Плеймейкър       | 26 г.   | 200 см. |
| 7        |         | Витали Фридзон       | Гард             | 26 г.   | 195 см. |
| 13       |         | Дмитрий Хвостов      | Гард             | 22 г.   | 197 см. |
| Крила    |         |                      |                  |         |         |
| 11       |         | Семьон Антонов       | Крило            | 22 г.   | 202 см. |
| 10       |         | Виктор Хряпа         | Крило            | 29 г.   | 206 см. |
| 15       |         | Андрей Кириленко     | Крило            | 30 г.   | 206 см. |
| Центрове |         |                      |                  |         |         |
| 5        |         | Тимофей Мозгов       | Център           | 25 г.   | 216 см. |
| 8        |         | Саша Каун            | Център           | 27 г.   | 211 см. |

## Натурализирани баскетболисти, играли за Русия
- Джон Роберт Холдън
- Кели Макарти[2]
- / Джоел Боломбой[3]